# سوید (گروه موسیقی)
سوِید (به انگلیسی: Suede) نام گروه آلترنیتیو راک انگلیسی است که در سال ۱۹۸۹ در لندن پایه‌گذاری شد. تا سال ۱۹۹۲ سوید به عنوان بهترین گروه بریتانیایی جدید شناخته می‌شد و توجه بسیاری از رسانه‌ها و روزنامه‌ها را به خود جلب کرده بود. در آن سال اولین آلبوم آن‌ها جیر به صدر جدول فروش راه یافت و توانست رکورد سریع‌ترین فروش اولین آلبوم را بشکند و برنده جایزه مرکوری شود. این شروعی برای جنبش بریت‌پاپ نیز به‌شمار می‌رفت. هر چند که آلبوم بعدی آن‌ها ستاره مرد سگی (۱۹۹۴) تفاوت سوید را با بریت‌پاپ نشان داد. با اینکه این آلبوم به عنوان شاهکار سوید شناخته می‌شود اما ضبط آن با دشواری‌های زیادی همراه بود و در نهایت به دلیل دعوایی که باتلر و اندرسون رخ داد به جدایی باتلر ختم شد.
در سال ۱۹۹۶ و بعد از آمدن ریچارد اواکز و نیل کودلینگ کیبوردیست، سوید توانست به یک موفقیت عظیم تجاری با انتشار آلبوم «به زودی» دست پیدا کند. آلبوم در چارت انگلستان به رتبه اول دست پیدا کرد و پنج تک‌آهنگ آلبوم نیز در لیست ده آهنگ پرفروش قرار گرفت. آلبوم تبدیل به پرفروش‌ترین آلبوم جهانی سوید شد. در سال ۱۹۹۷ اندرسون به کراک و هرویین اعتیاد پیدا کرد. با وجود مشکلات فراوان آلبوم چهارم گروه «موسیقی سر» (۱۹۹۹) منتشر شد و به صدر جدول پرفروش‌های انگلستان راه پیدا کرد. آخرین آلبوم سوید «یک صبح جدید»(۲۰۰۲) که اولین آلبوم آن‌ها بعد از جدایی از انتشارات نود رکوردز نیز به‌شمار می‌رفت یک ناامیدی بزرگ تجاری بود و گروه سال بعد از هم پاشید.
سوید بعد از کش و قوس‌های فراوان سرانجام در سال ۲۰۱۰ برای تعدادی از کنسرت‌ها دوباره شکل گرفت.

## آلبوم‌ها
- Suede - ۱۹۹۳
- Dog Man Star - ۱۹۹۴
- Coming Up - ۱۹۹۶
- Head Music - ۱۹۹۹
- A New Morning - ۲۰۰۲
- ۲۰۱۳ - Bloodsport
- ۲۰۱۶ - Night Thoughts
- ۲۰۱۸ - The Blue Hour